# 佐々保雄
佐々 保雄（ささ やすお、1907年3月22日 - 2003年5月16日）は、日本の地質学者・地球科学者・登山家。北海道大学名誉教授で日韓トンネル研究会名誉会長も務めた。北海道札幌市出身。父は函館高等水産学校校長を務めた佐々茂雄。
化石燃料などの資源開発に関する調査・立案や、青函トンネル建設の際の調査に携わった。

## 経歴
- 1907年3月22日、北海道札幌市に生まれる。
- 札幌中学校（現北海道札幌南高等学校）在学中に登山を始める。
- 中学2年次の担任だった田山利三郎に影響され、旧制第二高等学校に進学。
- 1930年3月、東京帝国大学理学部地質学科を卒業。5月、北海道帝国大学理学部助手になる。
- 1934年11月、助教授になる。
- 1944年1月、北海道帝国大学から理学博士の学位を授与される。「北日本新生代層の層位学的研究」。
- 1945年7月、教授になり、理学部地質学鉱物学科石油地質学講座を担当した。
- 1953年4月、同大学大学院理学研究科を担当する。
- 1970年3月、定年により退職、5月、北海道大学名誉教授となる。
- 1978年4月、勲三等旭日中綬章を受章する。
- 1982年、日本山岳会会長に就任する。
- 1983年、旧統一教会関連団体の日韓トンネル研究会会長に就任する。
- 1999年9月17日、北海道功労賞を受賞する。
- 2000年、日韓トンネル研究会会長を退任し、名誉会長となる。
- 2003年5月16日午後7時22分、病院で敗血症のため死去、96歳没。